# Faseel-e-Jaan Se Aagay
Faseel-e-Jaan Se Aagay (Urdu فصیل جان سے آگے; auf Deutsch etwa: Über die Pflicht hinaus) ist eine unter der Regie von Kashif Nisar im Auftrag der Streitkräfte Pakistans für den staatlichen Fernsehsender PTV produzierte Actionserie.
Die Serie war vor allem auf dem Land erfolgreich.

## Handlung
Die Serie handelt von elf pakistanischen Soldaten, die in den Stammesgebieten unter Bundesverwaltung im afghanisch-pakistanischen Grenzgebiet die Tehrik-i-Taliban Pakistan bekämpfen. Zeitlich ist die Handlung im Jahr 2009 angesiedelt.
Die Soldaten werden einerseits als Familienmenschen, andererseits auch als patriotische, coole Sonnenbrillen tragende Helden beschrieben.

## Produktion
Bisher wurden zwei Staffeln produziert (Stand September 2011), wobei PTV gerade die zweite Staffel ausstrahlt.
Jede Episode kostete etwa 12.000 Dollar. Die Hauptfiguren werden von Soldaten der Streitkräfte Pakistans gespielt die dafür keine Extrazahlungen bekommen. Es wurde teilweise echtes Kriegsgerät eingesetzt.

## Schauspieler
- Zahid Bari, Pilot